# جون إس. ويلسون
جون إس. ويلسون (بالإنجليزية: John S. Wilson)‏ هو اقتصادي أمريكي، ولد في 14 أكتوبر 1956.